# Branko Filip
Branko Filip, slovenski kolesar, * 18. marec 1975, Novo mesto.
Filip je člansko kariero začel pri kolesarskem klubu Krka leta 1997, za klub je nastopal tudi v letih 1998 in 2001. Med letoma 1999 in 2000 je nastopal za nemški klub Gerolsteiner, med letoma 2002 in 2004 pa za kolesarski klub Perutnina Ptuj. Največji uspeh je dosegel leta 1998 z zmago na Dirki po Sloveniji, leta 1999 je bil tretji na Dirki po Avstriji in državni prvak Slovenije v vožnji na čas. 
Po špotni upokojitvi dela kot trener in šporni direktor. Več let trener mlajših kolesarjev Adrie Mobil, med 2012 in 2016 v Katarju in 2017-18 vodil turški klub Torku Şekerspor. Od novembra 2018 je športni direktor KK Adria Mobil.